# Смужка нескошених диких квітів
«Смужка нескошених диких квітів» (рос. Полоска нескошенных диких цветов) — радянський художній драматичний фільм знятий 1979 року на  кіностудії ім. Олександра Довженка. Сюжет стрічки базується на повісті Олеся Гончара «Бригантина».

## Сюжет
Порфир тричі намагався тікати зі спецшколи для «важких» підлітків, двічі його ловили та доправляли на місце. Втретє він утік з новеньким — Генкою. Цього разу їх ніхто не ловить, а директор прибрав паркан…

## В ролях
- Юрко Маджула — Порфир Кульбака, вихованець спецшколи
- Олексій Черствов — Гена Буткевич, вихованець спецшколи
- Регімантас Адомайтіс — виконує дві ролі: директор спецшколи і дядько Іван
- Людмила Єфименко — Марися Павлівна
- Зінаїда Славіна — Оксана Ккльбака
- Юрій Мажуга — Тритузний
- Поліна Нятко-Табачникова — завпед
- Василь Фущич — фізорг
- І. Абрамович, Сергій Бржестовський, А. Іванов — браконьєри

А також В. Козлов, А. Асаушкін, І. Бабенко, С. Береза, О. Василенко, С. Ковальов, С. Путренко, І. Селищев, В. Серебряников, Г. Цикул, Г. Болотов, Анатолій Овчаренко, Людмила Лобза та ін. У зйомках брали участь педагоги, вихователі та вихованці Камишевахської та Корсуньської спецшкіл.

## Творча група
- Сценаристи: Олесь Гончар, Юрій Іллєнко
- Режисер-постановник: Юрій Іллєнко
- Оператор-постановник: Андрій Владимиров
- Художник-постановник: Сергій Бржестовський
- Композитор: Едуард Артем'єв
- Звукооператор: Рива Бісновата
- Текст пісні: Дмитра Павличка
- Режисер: В. Горпенко
- Оператори: О. Найда, Ю. Тимощук; асистент оператора — Віктор Лисак
- Художник по костюмах: І. Вакуленко
- Художник по гриму: А. Бржестовська
- Художник-декоратор: Олександр Шеремет
- Редактор: Віталій Юрченко
- Монтажер: Елеонора Суммовська
- Комбіновані зйомки: оператор — Б. Серьожкін, художник — Михайло Полунін
- Державний симфонічний оркестр кінематографії СРСР, диригент — Юрій Серебряков
- Консультанти: кандидат педагогічних наук Євген Березняк, М. Репа
- Директор картини: Микола Весна

## Дубляж українською
Фільм дубльовано українською в радянські часи.